# San Martín de Boniches
San Martín de Boniches község Spanyolországban, Cuenca tartományban. San Martín de Boniches Campillos-Paravientos községgel határos. Lakosainak száma 39 fő (2024).

## Népesség
A település népessége az utóbbi években az alábbiak szerint változott:
| Lakosok száma | 92   | 92   | 78   | 68   | 56   | 46   | 51   | 44   | 45   | 39   |
|               | 2001 | 2004 | 2006 | 2009 | 2011 | 2014 | 2016 | 2019 | 2021 | 2024 |